# IC 5230
IC 5230 ist eine Spiralgalaxie vom Hubble-Typ Sc im Sternbild Tukan am Südsternhimmel. Sie ist schätzungsweise 533 Millionen Lichtjahre von der Milchstraße entfernt und hat einen Durchmesser von etwa 175.000 Lj.

Im selben Himmelsareal befindet sich u. a. die Galaxie IC 5229.
Das Objekt wurde im Jahr 1899 von DeLisle Stewart entdeckt.